# Tanganyika International 1963
Die Tanganyika International 1963 im Badminton fanden in Daressalam statt.

## Titelträger
| Disziplin    | Sieger                  |
| ------------ | ----------------------- |
| Herreneinzel | Fateh Kassam            |
| Dameneinzel  | A. de Souza             |
| Herrendoppel | Apaji Patel Victor Cota |
| Damendoppel  | A. de Souza Lima        |
| Mixed        | Apaji Patel A. de Souza |